# Jabonga
Jabonga é um município de  terceira classe de renda municipal (d) na província Agusan do Norte, nas Filipinas. De acordo com o censo de 1 de maio  de  2020 possui uma população de 24 855 pessoas e 6 207 domicílios.